# Furlana
Furlana (auch: Furlane, Friulana, Forlana) ist ein italienischer Volkstanz aus dem Friaul. Der Tanz ist nach dieser Landschaft benannt und geht auf das 16. Jahrhundert zurück. Er wurde nach der Mitte des 18. Jahrhunderts auch außerhalb Italiens populär. Ende des 18. Jahrhunderts verschwand der Tanz.
Zwischen Frühjahr und Sommer 1914 kam es zu einer überraschenden Wiedergeburt des Tanzes, der sich gegen den aufkommenden Tango nutzen ließ, der vor allem von der Katholischen Kirche abgelehnt wurde.
Beispiele für die musikalische Verarbeitung des Tanzes sind:
- François Couperin ‒ „Quatrième concert in E Moll, Nr. 7 Forlane“
- Johann Sebastian Bach ‒ „Suite Nr. 1 in C Dur, BWV 1066, Nr. 4 Forlane“
- Amilcare Ponchielli ‒ „Furlana“ aus der Oper „La Gioconda“ (1876)
- Maurice Ravel ‒ „Le Tombeau de Couperin“ (1914–17)
- Pierre-Octave Ferroud ‒ „Prélude et Forlane“ (1922)

## Belege
1. ↑  The Furlana: a Blessed Dance Craze, 17. Mai 2015.